# Paracladycnis vis
Paracladycnis vis är en spindelart som beskrevs av Patrick Blandin 1979. Paracladycnis vis ingår i släktet Paracladycnis och familjen vårdnätsspindlar.
Artens utbredningsområde är Madagaskar. Inga underarter finns listade i Catalogue of Life.